# Celina Niedźwiecka
Celina Niedźwiecka-Bujańska (ur. 14 października 1904 w Radzyminie, zm. 6 listopada 1988 w Krakowie) – polska aktorka teatralna i filmowa.

## Życiorys
Studiowała polonistykę na Uniwersytecie Warszawskim oraz była słuchaczką Oddziału Dramatycznego Państwowego Konserwatorium Muzycznego w Warszawie (1923–1925). W okresie międzywojennym była aktorką scena warszawskich (Teatr im. Wojciecha Bogusławskiego, Teatr Kameralny), krakowskich (Teatr im. Juliusza Słowackiego), łódzkich (Teatr Miejski (Polski)), lwowskich (Teatr Mały, Teatry Miejskie) oraz wileńskich (Teatr Reduta, Teatr na Pohulance). Podczas II wojny światowej brała udział w konspiracyjnych koncertach poetyckich, organizowanych przez Marię Wiercińską. Po zakończeniu wojny osiadła na stałe w Krakowie, gdzie była członkinią zespołów teatralnych Starego Teatu im. Heleny Modrzejewskiej (1945–1946), Teatrów: Kameralnego i Powszechnego TUR (1946–1948), Miejskich Teatrów Dramatycznych (1948–1956) oraz ponownie Starego Teatru (1954–1973). W latach 70. XX wieku współpracowała również z teatrem Cricot 2 Tadeusza Kantora. Wystąpiła również w kilku przedstawieniach Teatru Telewizji.

## Nagrody i odznaczenia
- Krzyż Kawalerski Orderu Odrodzenia Polski (1964),
- Złoty Krzyż Zasługi (22 lipca 1953)[1],
- Medal 10-lecia Polski Ludowej (28 stycznia 1955)[2],
- I nagroda za rolę Marii Moskalewy w Snach Fiodora Dostojewskiego na Festiwalu Sztuk Rosyjskich i Radzieckich w Katowicach (1963),
- Nagroda Artystyczna miasta Krakowa za całokształt pracy artystycznej (1966).

## Filmografia
- Ślepy tor (Powrót) (1948) jako Janina Rogowiczowa
- Daleka jest droga (1963) jako teściowa Włodarczyka
- Doktor Ewa (1970) jako babcia Ewy (odc. 1, 5, 7, 8, 9)
- W te dni przedwiosenne (1975)
- Zofia (1976) jako pensjonariuszka domu starców
- Klara i Angelika (1976) jako Barbara Nowicka, stara aktorka grająca „babkę”